# そばにいるね (青山テルマの曲)
「そばにいるね」は、青山テルマ feat.SoulJaのシングル。2008年1月23日発売。発売元はユニバーサルミュージック。

## 解説
青山テルマとしては2作目となるシングル。
一部の報道によると、SoulJa（ソルジャ）とテルマが共通の友人を介して知り合い、カラオケボックスでSoulJaがテルマの歌声を気に入り、「ここにいるよ」が作られ、テルマが参加したお礼にSoulJaが「そばにいるね」に参加したというが、真相は公表されていない。
2007年12月7日に着うたでのダウンロード配信で先行発売。2008年1月23日に着うたフルとシングルCDで発売。当初、CDは2008年1月30日発売の予定であったが、発売の約1か月前に1週間早まることが決定した。
シングルCDは55万枚、配信は計850万ダウンロードを記録。『COUNT DOWN TV』では、月間着うたランキング2月から4月まで3か月連続1位となっている。
前年9月に発売され、ロングヒットを記録した「ここにいるよ feat.青山テルマ」へのアンサーソング。前作はSoulJaの作品に共作名義で参加した形だが、続編となる今作はクレジットを逆転させての発売となった。クレジットが入れ替わっているように、本作は「ここにいるよ」とは対照的に女性目線での歌詞となっており、歌唱においてもメインパートを担当している。
また、前作ではシングルのタイトルに共作名義を冠していたが、本作ではシングル作の歌手クレジットが共作となっており、若干扱いが異なる。
本作品は、川添象郎プロデュース、佐藤博編曲およびサウンド・プロデュースである。佐藤のプライベートスタジオであるStudio SARA（クレジットではSARA MUSIC STUDIOと表記されている）にて佐藤の手によりTrack Making、Engineering、Mixing & Masteringが2007年11月に行われた。また、佐藤は演奏面でも、Keyboard & Rhythm Programing, Synth Bassを担当している。
オリコンシングルチャートでは、登場第1週目で、「ここにいるよ」の最高位であった6位を上回る初登場3位を記録。登場2週目には、発売週とほぼ同じ枚数を売り上げ、アルバム含め初のオリコンチャート1位を獲得した。オリコンの発表では、アンサーソングによるチャート1位は史上初の快挙としている。また、6月20日付のオリコン上半期ランキングで、売り上げ1位を記録。女性ボーカルの作品としての上半期1位は、2002年の宇多田ヒカルの「traveling」以来、6年ぶりの結果となり、また、コラボ作品の上半期としての1位は、1995年のH Jungle With tの「WOW WAR TONIGHT 〜時には起こせよムーヴメント」以来、13年ぶり史上2作目となった。
着うたフルで史上初のダウンロード数200万件突破を達成。それを受けて2008年9月、「日本で最も売れたダウンロード・シングル」としてギネス世界記録に認定された。日本レコード協会の集計では、着うたフル+インターネット（スマホ含む）のフル配信合算での300万ダウンロードを、国内音楽史上初めて達成した。。2017年時点で、ダウンロードを含め920万ユニットで「日本で最も売れたシングル」としてギネス世界記録に認定されている。
この曲で『第59回NHK紅白歌合戦』に出場した。
2008年10月29日発売のコンピレーション・アルバム『.LOVE』にも収録されている。
表題曲は、2008年度の日本音楽著作権協会（JASRAC）の著作権使用料分配額（国内作品）ランキングで年間1位を獲得した。
2019年10月7日～10月13日放送のKBS京都「京都・時の証言者」で2008年のBGMとして使用。

## 収録曲
1. そばにいるね
（作詞:SoulJa / 青山テルマ 作曲:SoulJa 編曲:佐藤博 SoulJa）
「ここにいるよ feat.青山テルマ」へのアンサーソング。歌詞やメロディがアレンジされ別の曲として仕上がっているが、曲中には「ここにいるよ」と全く同じメロディが挿入されている。NTT DoCoMoの2008年春季キャンペーンソング。
2. My dear friend
（作詞:Kenn Kato 作曲:春川仁志 編曲:門脇大輔 / 春川仁志）
フジテレビ系アニメ『しおんの王』エンディングテーマ。こちらは「そばにいるね」とは違いバラードソングとなっている。
3. This Day feat.童子-T
（作詞:童子-T / 青山テルマ 作曲・編曲:813）

## カバー
- 2008年9月3日、スライ&ロビー（曲名を「HURRY HOME」に変えて、アルバム『AMAZING』に収録、英語でのカバー）
- 2008年12月19日、台湾のアーティスト「大嘴巴 (DA Mouth)」（中国語バージョン『永遠在身邊』を、アルバム《王元口力口》の台湾盤に収録）[9]。
- 2009年3月25日、三浦あずさ（たかはし智秋）（『THE IDOLM@STER RADIO 歌道場』に収録）
- 2009年6月6日、 Snuffのダンカン・レッドモンズ （アルバム『Up And At 'Em』に収録）
- 2010年8月4日、cargo×seira（アルバム『FLOWER SHOWER』に収録、英語でのカバー）
- 2011年10月5日、Soul Tribe Project（アルバム『We Love J-POP Flavor』に収録、英語でのカバー）
- 2012年2月8日、Namy（アルバム『J Soul Lounge Love Song』に収録、英語でのカバー）

## その他
2008年6月18日に発売された、Souljaのアルバム『SPIRITS:X'tented』の2曲目に、青山テルマ feat.SoulJaのシングル「そばにいるね」のセルフカバー「そばにいるねSoulJa×Yukie」が収録されている。こちらは、WordsとMusicをSoulJaが、Arrangementを佐藤博が担当している。